# Étienne Pariset
Étienne Pariset (Grand, 5 d'agost de 1770-París, 3 de juliol de 1847) va ser un metge i psiquiatra francès.
Va iniciar els seus estudis amb els oratorians de Nantes. El 1793 va entrar a servir a l'exèrcit, on va assolir el grau de tinent. Durant la revolta de la Vendée (1793-1794) va estar encarregat del servei d'hospitals. A la mateixa època estudià anatomia i va ser enviat com a alumne, en virtut d'un concurs, a la nova escola de Medicina que s'havia creat a París. Amb tot, la seva precària situació econòmica el va obligar a deixar els estudis i va entrar a treballar a una casa benestant com a professor. Amb 35 anys va reprendre els seus estudis mèdics a París. Va fer les pràctiques als hospitals de Bicêtre i de Salpêtrière. Finalment, el 1805 va rebre el títol de doctor en Medicina.
Va ser nomenat membre del Consell de Salubritat, Medicina i Epidèmies del districte de Sceaux, metge de Bicêtre, encarregat dels ancians pobres i dels malalts mentals. També va ser membre del Consell General de Presons. El 1819 va ser enviat a Cadis a estudiar la malaltia que patia la població, la qual se sospitava que es tractava de febre groga. Poc després es trasllada al departament de l'Oise, on hi havia un brot de tifus, i el 1821, associat amb altres metges, viatja a Barcelona, a estudiar una altra epìdèmia de febre groga. Allà va morir el seu amic i alumne, André Mazet, que l'havia acompanyat també a Cadis.
El 1822 va rebre els títols de membre del Consell Superior de Salut i secretari perpetu de la nova Acadèmia Nacional de la Medicina. Després va reemplaçar el doctor Philippe Pinel com a metge en cap de l'Hospital de Selpêtrière. El 1828 va fer un viatge a Egipte a estudiar una malaltia que es creia contagiosa i les mesures que s'estaven prenent. El 1842 l'Acadèmia Francesa de les Ciències el va nomenar acadèmic.